# Viggo Jensen
Alexander Viggo Jensen (Copenaghen, 22 giugno 1874 – Copenaghen, 2 novembre 1930) è stato un sollevatore, tiratore a segno, pesista e discobolo danese.

## Carriera
Partecipò ai Giochi della I Olimpiade di Atene del 1896; vinse due medaglie nel sollevamento pesi, una d'oro nel sollevamento con due mani e una d'argento nella sollevamento con una mano.
Il sollevamento pesi, allora, si svolgeva senza distinzione di peso degli atleti. Nella gara in cui vinse egli sollevò 110 kg come il britannico Launceston Elliot, ma vinse su giudizio tecnico di re Giorgio perché aveva sollevato con uno stile migliore e senza esitazioni. Si era opposto a tale decisione Edward Lawrence Levy, sollevatore squalificato e integrato in giuria, perché la gara fosse decisa su un peso maggiore. Re Giorgio concordò ma le difficoltà di reperire pesi maggiori e le lungaggini fecero propendere per il giudizio stilistico. Launceston non accettò pienamente il giudizio ma si rifece nel sollevamento ad una mano dove chiese cortesemente di gareggiare dopo Jensen capovolgendo l'ordine della gara precedente. In questa gara Launceston sollevò 71 kg e Jensen solo 57,2 kg perché stanco per la gara precedente.
Vinse una medaglia di bronzo nella carabina libera, con 1.305 punti, colpendo 31 bersagli su 40; prese parte anche alla carabina militare, dove arrivò sesto.
Si classificò quarto nel getto del peso e nella fune, mentre non fu nelle prime posizioni del lancio del disco.
Quattro anni dopo partecipò alle Olimpiadi di Parigi al tiro ma non ottenne che un quarto posto nella Carabina Militare a squadre.

## Palmarès
In carriera ha conseguito i seguenti risultati:
- Giochi olimpici:

Atene 1896: oro nel sollevamento con due mani, argento nel sollevamento con una mano, bronzo nella carabina libera.